# Article 34 de la Constitution belge
L'article 34 de la Constitution belge fait partie du titre III Des pouvoirs. Il permet à la Belgique de déléguer l'exercice d'une partie de sa souveraineté. Il a été inséré dans la Constitution à la suite de la fondation de l'Union européenne.
Il date de la première réforme de l'État et était à l'origine — sous l'ancienne numérotation — l'article 25 bis. Il n'a jamais été révisé.

## Texte
« L'exercice de pouvoirs déterminés peut être attribué par un traité ou par une loi à des institutions de droit international public. »